# Cirque Nikouline de Moscou
Le Cirque Nikouline de Moscou (en russe : Моско́вский цирк Нику́лина) est une compagnie de spectacle vivant fondée en 1880, dont les représentations se déroulent dans le bâtiment de cirque d'hiver du boulevard Tsvetnoï à Moscou. C'est un cirque permanent avec un chapiteau de 3 500 places. Depuis 1996, le cirque porte le nom du célèbre clown soviétique et russe Iouri Nikouline qui s'y est produit pendant plus de 50 ans,.

## Situation
L'endroit se situe entre les stations de métro Tsvetnoï boulvar (Цветной бульвар) et Troubnaïa (Тру́бная) sur la ligne Serpoukhovsko-Timiriazevskaïa dans le district administratif central de la capitale russe.

## Histoire

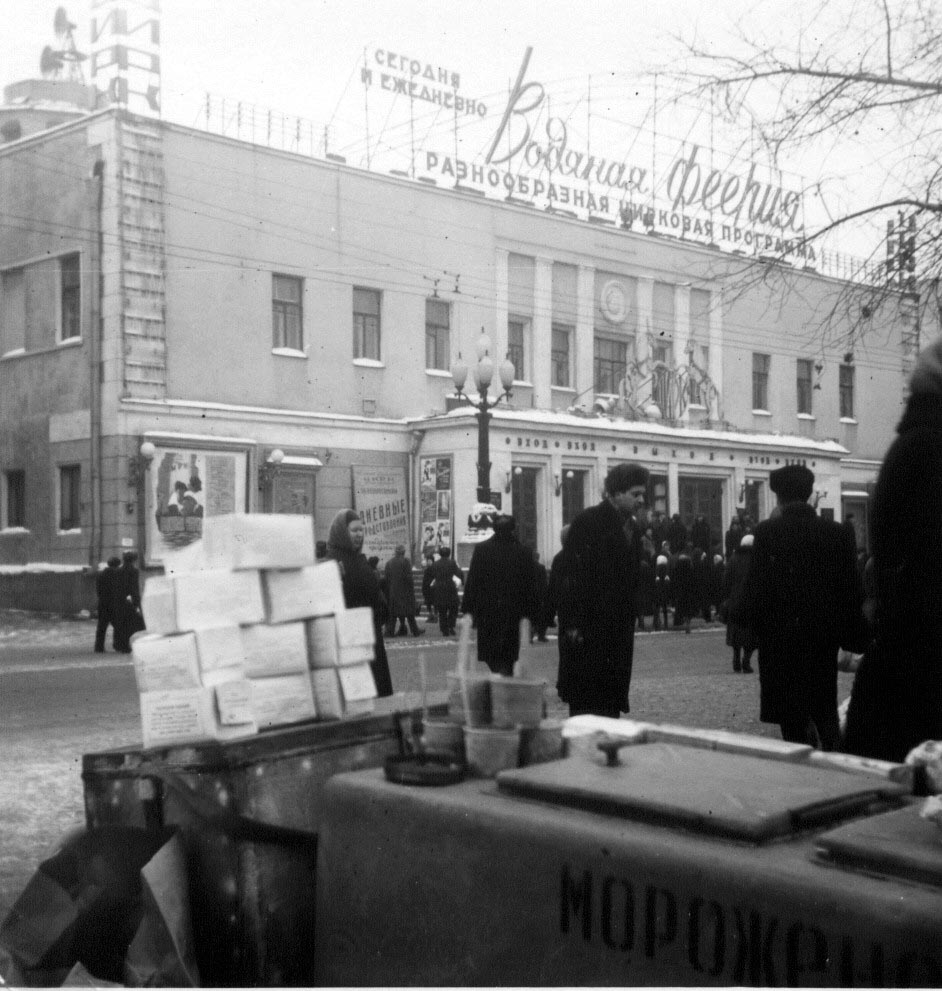
Ancien bâtiment en 1959.

Le cirque  est inauguré le 20 octobre 1880. Il est fondé par l'artiste de spectacle équestre Alberts Solomonski.
En 1919, l'entreprise est nationalisée et intégrée dans le système de Goscirque (Госцирк, c'est-à-dire Cirque d'État). Parmi les auteurs du nouveau répertoire on retrouve Vladimir Maïakovski.
Lors de la Seconde Guerre mondiale on y forme plusieurs troupes itinérantes censées donner les représentations sur les bases militaires sur toute la ligne du front. 
En 1946, un studio de formation de clowns est fondé au sein du cirque, qui compte parmi ses élèves Oleg Popov, Iouri Nikouline et Mikhaïl Chouïdine.
Iouri Nikouline devient son directeur artistique en 1982 et parvient à lancer la reconstruction du vieux bâtiment en 1987. Le cirque accueille son public dans les nouveaux locaux le 29 septembre 1989. Après la mort de Iouri Nikouline, la direction est confiée à son fils Maxime.
En 2015, l'artiste de spectacle équestre du Cirque Nikouline Anastasia Fedotova-Stykan reçoit le prix Clown d'or au 39e Festival international du cirque de Monte-Carlo.